# 反对原子论的观点

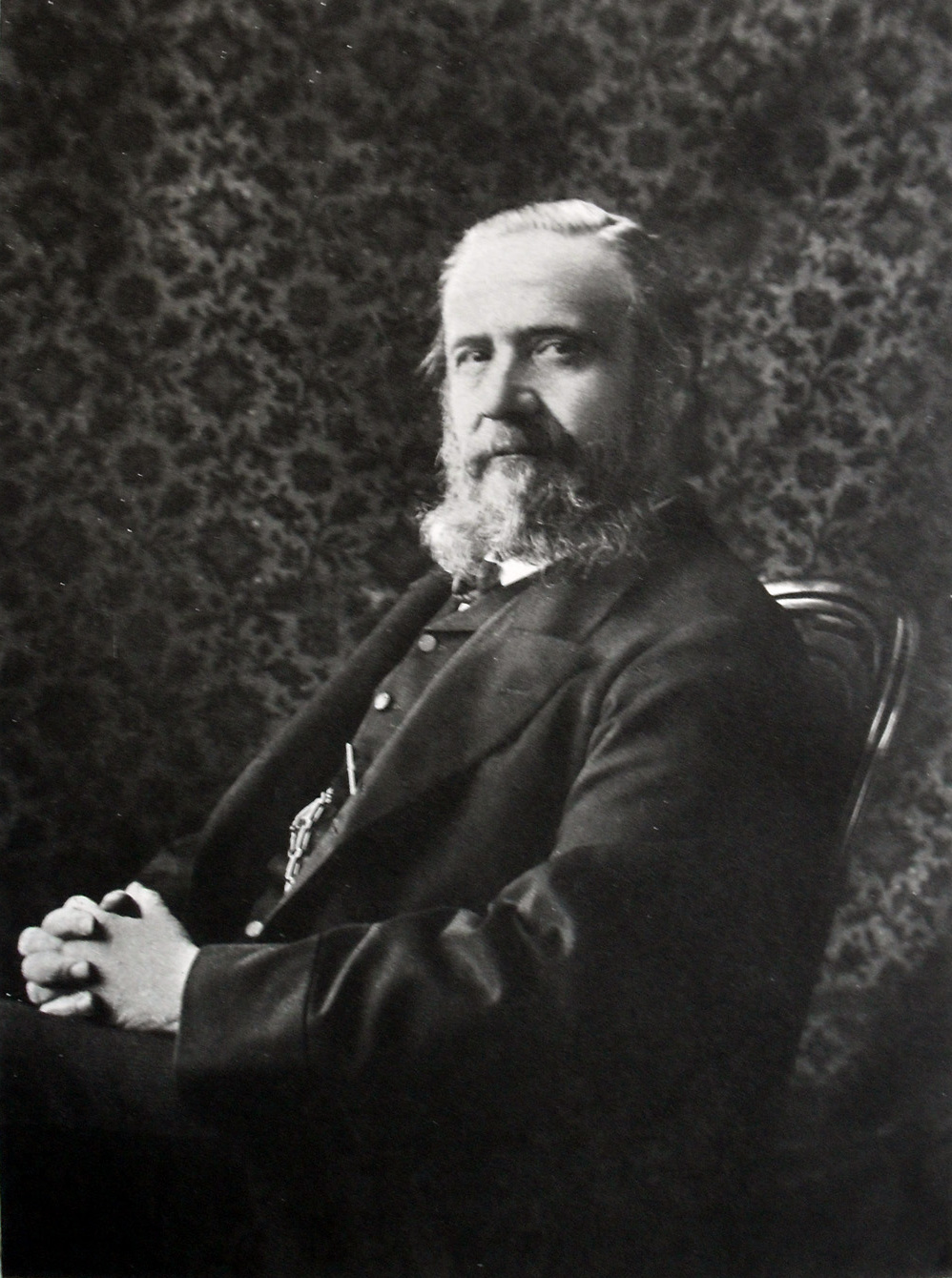
斯坦尼斯劳·坎尼扎罗

反原子论（Opposition to atomic theory）是指原子理论发展过程中出现的反对观点。
19 世纪下半叶确立了原子和分子的现代定义，科学家们认为原子是元素的基本粒子，分子是原子的聚集体。 
标志性事件是 1860 年在德国举行的卡尔斯鲁厄大会，这是第一届国际化学家大会，会议中建立化学学科的诸多标准。 
会议中斯坦尼斯劳·坎尼扎罗提交的论文为区分现代原子和分子概念做出了重要贡献。

## 对原子理论的第一个反对意见
坎尼扎罗认为贝采利乌斯等化学家不承认某些气态元素的粒子实际上是原子对，这导致他们在制定某些化合物时出现错误。 

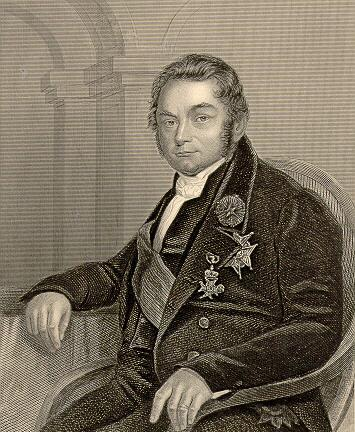
贝采利乌斯

贝采利乌斯认为氢气和氯气粒子是孤立的原子，但他观察到，当一升氢气与一升氯气反应时，它们会形成两升氯化氢，而不是一升，贝采利乌斯认为阿伏加德罗定律不适用于化合物。
坎尼扎罗说，如果科学家们接受单元素分子的存在，他们的研究结果中的这种差异将很容易得到解决。 但贝采利乌斯甚至对此只字不提。 
贝采利乌斯使用术语“元素原子”来表示仅包含一种元素的气体粒子，使用“复合原子”来表示包含两种或多种元素的粒子，但没有任何东西可以区分{\displaystyle {\ce {H2}}}和{\displaystyle {\ce {H}}}，因为贝采利乌斯不相信{\displaystyle {\ce {H2}}}。
因此坎尼扎罗呼吁重新定义，以便科学家能够理解氢分子在化学反应过程中可以分裂成两个原子。
构成不同分子的特定元素的各种量是基本量的整数倍，该基本量始终表现为不可分割的实体，并且必须正确地命名为原子。 -- 斯坦尼斯劳·坎尼扎罗, 1860年

## 对原子理论的第二个反对意见
对原子理论的第二个反对意见是哲学上的。 19世纪的科学家无法直接观察原子。 他们通过间接观察推断出原子的存在，例如道尔顿的倍比定律。
一些科学家，特别是实证主义学派的科学家认为，科学家不应该试图推断宇宙更深层的现实，而只是将他们可以直接观察到的模式系统化。 
反原子主义者认为，虽然原子可能是有用的抽象概念，用来预测元素反应，但它们并不能反映具体的现实。
这些科学家有时被称为“等效主义者”，因为他们更喜欢等效重量理论，这是普鲁斯特定比定律的推广。 例如，1克氢将与8克氧结合形成9克水，因此氧的“当量”是8克。 这一立场最终被 19 世纪后期发生的两项重要进展所推翻：元素周期表的发展和分子的内部结构决定其性质。 